# Tobias Döring
Tobias Döring (* 7. Juni 1965) ist ein deutscher Literaturwissenschaftler und Anglist.

## Leben
Er studierte an der University of Kent (M.A. in Modern Literature, 1990) und an der FU Berlin (Promotion 1999/Habilitation 2004). Von 1995 bis 2004 unterrichtete er am English Department der FU Berlin, 2004/05 kurz an der Universität Münster, bevor er an das Institut für Anglistik und Amerikanistik der LMU München wechselte.
Seine Forschungsschwerpunkte sind Shakespeare und frühneuzeitliche Studien und postkoloniale Studien.

## Schriften (Auswahl)
- Chinua Achebe und Joyce Cary. Ein postkoloniales Rewriting englischer Afrika-Fiktionen. Pfaffenweiler 1996, ISBN 3-8255-0021-7.
- Caribbean-English Passages: Intertextuality in a Postcolonial Tradition. London 2002, ISBN 0-415-25584-8.
- Performances of Mourning in Shakespearean Theatre and Early Modern Culture. London 2006, ISBN 0-230-00153-X.
- Postcolonial Literatures in English. Stuttgart 2008, ISBN 3-12-939559-8.
- All the World`s a Book. 400 Jahre Shakespeares First Folio / 400 years of Shakespeare’s First Folio. Gedichte / Poems. Stiftung Lyrik Kabinett, München 2023 (Hg. mit Holger Pils). ISBN 978-3-938776-61-2.